# Carl Monssen
Carl Henrik Monssen (* 13. Juli 1921 in Bergen; † 25. Februar 1992 ebenda) war ein norwegischer Ruderer, der 1948 eine olympische Bronzemedaille gewann.

## Sportliche Karriere
Bei den Olympischen Spielen 1948 wurden die Ruderwettbewerbe auf der Strecke der Henley Royal Regatta auf der Themse ausgetragen, es konnten höchstens drei Boote nebeneinander starten. Der norwegische Achter in der Besetzung Kristoffer Lepsøe, Thorstein Kråkenes, Hans Hansen, Halfdan Gran-Olsen, Harald Kråkenes, Leif Næss, Thor Pedersen, Carl Monssen und Steuermann Sigurd Monssen belegte im ersten Vorlauf den zweiten Platz hinter den Briten und vor den Dänen. Im Hoffnungslauf siegten die Norweger gegen die Iren und im Halbfinale gegen die Portugiesen. Zum Finale traten die Boote aus den Vereinigten Staaten, aus dem Vereinigten Königreich und aus Norwegen an. Die Amerikaner gewannen mit zehn Sekunden Vorsprung vor den Briten, drei Sekunden hinter den Briten erreichten die Norweger das Ziel und erhielten die Bronzemedaille.
Im Jahr darauf traten Kristoffer Lepsøe, Thorstein Kråkenes, Harald Kråkenes und Carl Monssen im Vierer ohne Steuermann bei den Europameisterschaften an und gewannen Bronze hinter Italienern und Dänen. Vier Jahre später erruderte der norwegische Vierer mit Svein Hansen, Kjell Gundersen, Odd Johansen und Carl Monssen hinter dem dänischen Vierer die Silbermedaille bei den Europameisterschaften 1953.